# Хара Даїті
Хара Даїті (яп. 原 大智) — японський фристайліст, спеціаліст з могулу, олімпійський медаліст. 
Бронзову  олімпійську медаль Хара  виборов на Олімпіаді 2018 року в корейському Пхьончхані в змаганнях з могулу. 

## Олімпійські ігри
| Рік  | Місто                     | Дисципліна | Місце |
| ---- | ------------------------- | ---------- | ----- |
| 2018 | Пхьончхан, Південна Корея | могул      | 3     |
| 2022 | Пекін, Китай              | могул      | 7     |

## Чемпіонат світу
| Рік  | Місто                  | Могул | Паралельний могул |
| ---- | ---------------------- | ----- | ----------------- |
| 2017 | Сьєрра-Невада, Іспанія | 23    | DNS               |
| 2019 | Парк-Сіті, США         | 3     | 3                 |

## Зовнішні посилання
- Досьє на сайті Міжнародної федерації лижного спорту

## Виноски
1. ↑  Men's moguls results